# Eleição presidencial no Chile em 2009–2010
As eleições presidenciais no Chile em 2009 ocorreram em dois turnos. No primeiro turno, que teve lugar no dia 13 de dezembro de 2009, os candidatos mais votados foram Sebastián Piñera, de centro-direita, com 44% dos votos, e o ex-Presidente Eduardo Frei Ruiz-Tagle, de centro-esquerda, com 29,6%.
Com base no sistema de dois turnos, uma vez que nenhum dos candidatos à presidência  obteve a maioria absoluta dos votos, foi realizado um segundo turno em 17 de janeiro, entre os dois candidatos mais votados. Sebastián Piñera venceu, com quase aproximadamente 52% dos votos, e deverá suceder Michelle Bachelet em 11 de março de 2010.
As eleições parlamentares chilenas também se realizaram no dia 13 de dezembro.

## Candidatos

### Sebastián Piñera

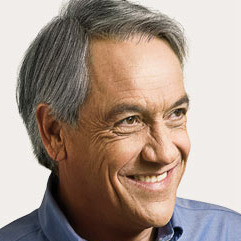
Sebastián Piñera

Economista e empresário. Foi o candidato vencedor, representando a Coligação para a Mudança, composta por conservadores e liberais de centro-direita. Obteve 44,0% dos votos, no primeiro turno, e 52%, no segundo turno, vencendo as eleições.

### Eduardo Frei

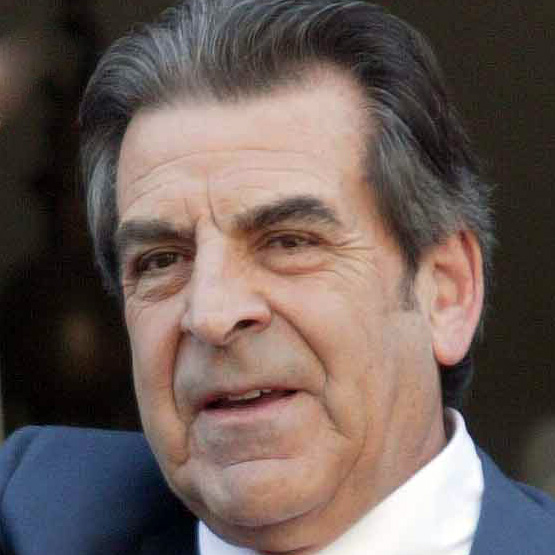
Eduardo Frei

Engenheiro. Representante da  Coligação para a Democracia, composta por democratas-cristãos, radicais, sociais-democratas e socialistas. Obteve 29,6% dos votos no primeiro turno. Disputou o segundo turno com Piñera e foi derrotado.

### Marco Enríquez-Ominami

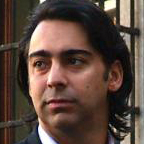
Marco Enríquez-Ominami

Filósofo e cineasta. Representante da coligação Nova Maioria para Chile, composta por ecologistas, humanistas e outras forças progressistas. Conseguiu 20,1% dos votos no primeiro turno.

### Jorge Arrate

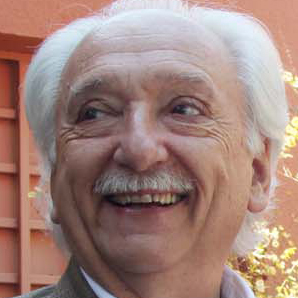
Jorge Arrate

Advogado e economista. Representante da coligação Juntos Podemos Más, composta por comunistas e outras forças de esquerda, obteve 6,2% dos votos no primeiro turno.